# Артемьєвська
Арте́мьєвська (рос. Артемьевская) — присілок у складі Верховазького району Вологодської області, Росія. Входить до складу Морозовського сільського поселення.

## Населення
Населення — 103 особи (2010; 146 у 2002).
Національний склад (станом на 2002 рік):
- росіяни — 99 %